# Лишин, Михаил Ефимович
Михаил Ефимович Лишин (1892—1960) — русский советский актёр, режиссёр, педагог, заслуженный артист РСФСР.

## Биография
Выпускник петербургской театральной школы А. П. Петровского (1912). Служил в Театре муз. драмы под рук. Лапицкого (Петербург; 1912—1915), Театре Синельникова (1915-17) и др.     С 1920 года играл в московских театрах: в Театре Корша, Театре им. Мейерхольда, Театре Революции (1922—1933), Камерном театре, Театре им. Пушкина, Театре для детей и др. В 1934—1936 годах — режиссёр и актер Первого художественного колхозного театра (г. Венев Тульской области); затем — в Театре под руководством Ю. А. Завадского в Ростове-на-Дону и др. C 1938 по 1941 год в Театре им. Вл. Маяковского.
В 1957 году снялся в эпизоде в фильме «Они встретились в пути».
Похоронен на Даниловском кладбище (8 уч.).

##### Семья
- Жена: актриса Е. А. Тяпкина, заслуженная артистка РСФСР.

- Сын: Глеб, погиб на фронте в годы Великой Отечественной войны.

## Роли
- Фриц Штарк — «Канцлер и слесарь» А. В. Луначарского
- Иван Коромыслов — «Воздушный пирог» Б. С. Ромашова
- Гранатов — «Человек с портфелем» А. М. Файко
- Сорокин — «Павел Греков» Б. Войтехова и Л. С. Ленча
- Несчастливцев — «Лес» А. Н. Островского
- Растегин — «На берегу Невы» К. А. Тренева
- Пастор — «Привидения» Х. Ибсена
- «Дни нашей жизни» Л. Н. Андреева
- «У стен Ленинграда» В. В. Вишневского
- «Мещане» М. Горького
- «Уриэль Акоста» К. Гуцкова
- «Нора» Х. Ибсена
- «Стенька Разин» В. В. Каменского
- «Моцарт и Сальери» А. С. Пушкина[4]
- «Смерть Тарелкина» А. В. Сухово-Кобылина
- «Озеро Люль» А. М. Файко
- «Жизнь в цитадели» А. М. Якобсона

## Награды
- Звание "Заслуженный артист РСФСР" (1935)